# 平山县
平山县位于中华人民共和国河北省西部偏南，太行山中段东麓，是石家庄市所辖的一个县。地處滹沱河上游，東接鹿泉區，西鄰五台縣、盂縣。南連井陘縣，北界靈壽縣、阜平縣。縣人民政府駐冶河西路79號。

## 名称
平山县名由来一般有三种说法：
- 兼取西平、房山二名尾字改为平山县；
- 历经五台山、太行山两山，万山嵯峨，至此地势始平，故名平山。咸丰三年《平山县志》与民国20年《平山县志料集》均执此说法；
- 唐至德年间，安史之乱猖獗，诏令乱区凡有安、禄、山三字之地均需改名，故房山改为平山，取“平定安禄山之乱”之意。鹿城县改为束鹿县[註 1]、鹿泉县改为获鹿县[註 2]也因“鹿”与“禄”同音，取束缚、抓获安禄山之意。

## 历史

### 古代
新石器时代，平山县境内滹沱河沿岸已有人类活动。春秋时期，平山县境内属鲜虞，周敬王三十一年（前489年）为晋国所灭，属晋国蒲邑。战国时期，周安王二十二年（前380年），中山国中迁都灵寿（今平山县上三汲乡），周赧王二十年（前295年）为赵国所灭，属赵国番吾郡。秦朝时属恒山郡。
西汉初年，取蒲邑、番吾各一字置蒲吾县，属恒山郡。此后恒山郡多次更名、改制，蒲吾县均属之。三国、魏晋、北魏均袭汉制。北周宣政元年（578年），于蒲吾县置蒲吾郡，辖蒲吾县。隋开皇三年（583年），撤销蒲吾郡，蒲吾县属恒州。
隋开皇十六年（596年），析蒲吾县西部地区置房山县，隶属于恒山郡，以县西北有房山而得名。大业元年（605年），蒲吾县被并入井陉县。义宁元年（617年），李渊于房山县设房山郡，辖房山县与重新设立的蒲吾县。唐武德元年（618年）改房山郡为岳州，四年（621年）撤销岳州，房山县与蒲吾县划入井州。贞观元年（627年）蒲吾县并入井陉县。贞观十七年（643年），撤销井州，房山县划入恒州。开元二十九年（741年），邑宰李立允在县治东建学宫。天宝元年（742年），恒州改为常山郡。
唐至德元载（756年）取西平、房山二名，改房山县为平山县，同时改常山郡为平山郡。至德二载（757年），平山郡改回恒州。元和十五年（820年），为避唐穆宗李恒讳，恒州改为镇州。
北宋初，平山县仍属镇州，庆历八年（1048年）镇州改为真定府。熙宁六年（1073年），井陉县并入平山、获鹿二县。崇宁二年（1103年），知县韩实将学宫徙建于县治西南，即现在的平山文庙。元朝时，平山县属中书省真定路。明朝时，平山县属北直隶真定府。清朝时，平山县属直隶省真定府，雍正元年（1723年）为避雍正帝胤禛讳，真定府改为正定府。
新唐书评价平山县为中，宋史评价为次畿，元史评价为下，清史稿评价为简。

### 近现代
1901年，法德联军侵占平山县城，并由平山进攻娘子关击退清军。
民国2年（1913年）裁府撤道，平山县隶属于直隶省范阳道。民国16年至17年（1927年至1928年），晋军与奉军屡次争夺平山。民国17年（1928年），撤销保定道，平山县直属河北省。民国20年（1931年）8月，中共平山县第一个党支部建立，冬天建立了中共平山县中心支部，次年8月成立了中共平山县委员会。民国26年（1937年），平山县属河北省第十二行政督察区。
1937年抗日战争全面爆发后，10月，中国共产党于平山成立了冀西特委，八路军120师359旅于平山组建了平山团（718团），晋察冀军区第四军分区移驻平山县洪子店镇；12月18日，日军占领平山县城；12月27日，平山县抗日民主政府于洪子店成立，平山县属晋察冀边区冀西区。民国28年（1939年），华北联合大学由延安移驻平山文都河。民国29年（1940年）8月7日，为纪念周建屏，以平山冶河以东与井陉县、获鹿县各一部分区域置建屏县（俗称“东建屏”）。百团大战期间，晋察冀军区司令员聂荣臻指挥部曾在平山县北冶、古月等地驻扎。民国34年（1945年）8月22日，四分区36团攻占平山县城，平山解放；10月，撤销原建屏县，以青杨树、郭苏和柏里之间的自然山岭为界，将平山县划分为两个县，西部为建屏县（俗称“西建屏”），东部区域仍为平山县。
民国37年（1948年）3月，晋察冀边区与晋冀鲁豫边区合并，原晋冀鲁豫边区机关迁至平山。4月23日，周恩来、任弼时等到达西柏坡村。5月20日，中共中央华北局与华北军区分别在平山王子村与烟堡村成立。5月23日，毛泽东与中共中央机关离开阜平县来到西柏坡，与刘少奇、朱德等的中央工委会合。6月15日，华北局机关报《人民日报》社于平山县里庄村成立。8月19日，华北人民政府于平山县烟堡村成立。民国38年（1949年）2月，华北局、华北人民政府、华北军区机关迁往北平。3月5日至13日，中共七届二中全会在西柏坡召开。3月23日，毛泽东、朱德、刘少奇、周恩来、任弼时等离开西柏坡迁往北平；25日，中共中央、解放军总部离开西柏坡迁往北平。
中华人民共和国成立后，平山县、建屏县属河北省石家庄专区。1958年9月，撤销建屏县，并入平山县。1960年5月3日，撤销石家庄专区，平山县划归石家庄市，1961年5月23日复置石家庄专区，平山县重新划归石家庄专区。1967年11月22日，石家庄专区改称石家庄地区。1993年6月19日，石家庄地市合并，平山县划归石家庄市管辖（国函〔1993〕89号]）。

## 地理
平山县位于石家庄市西部，太行山中段东麓，东面与石家庄市鹿泉区、灵寿县接壤，北邻阜平县，南面为井陉县，西南为山西省盂县，西北为山西省五台县。

### 地形地貌
平山县处在新华夏系太行山隆起带北东方位阜平隆起和井陉凹陷的过渡地带，地势自东向西北逐渐增高，整体呈三面环山、朝东展开的簸箕状，最低点为东水碾村（120米），最高点为驼梁（2281米）。全县整体属山地地貌，其中海拔2000米以上的亚高山面积0.5万亩，海拔1000-2000米的中山区25.1万亩，海拔500-1000米的低山区面积140.2万亩，海拔500米以下的丘陵区面积104.8万亩、平原面积99.6万亩。

### 水系
平山县属于海河流域子牙河水系，县内河流总长度为1315.6公里，其中二级河流1条、三级河流19条、四级河流49条、五级河流10条。最大河流为滹沱河，自山西省盂县流入平山县境内，流经岗南水库与黄壁庄水库后进入鹿泉区。全县河流年径流量约18亿立方米，结冰期70天左右。滹沱河支流冶河流经县城。
平山县有大型水库2座、中型水库2座、小型水库63座。平山县历史上屡遭水患，自明初至1949年共发生大水灾26次，为防洪专门在滹沱河干流兴建了岗南水库、黄壁庄水库，有效阻止了洪灾，现均属国家大（Ⅰ）型水利枢纽工程。

### 气候
平山县属暖温带半湿润季风大陆性气候，四季分明，光照充足，降水量时空分布不均，夏暑冬寒，温差较大。春季少雨干旱，夏季炎热多雨，秋季天高气爽，冬季地冻天寒。降水量少，7～8月份降水量约占全年的65～70%，蒸发量大，是年降水量的3.4倍。
| 平山县（1961－1991年）     | 平山县（1961－1991年） | 平山县（1961－1991年） | 平山县（1961－1991年） | 平山县（1961－1991年） | 平山县（1961－1991年） | 平山县（1961－1991年） | 平山县（1961－1991年） | 平山县（1961－1991年） | 平山县（1961－1991年） | 平山县（1961－1991年） | 平山县（1961－1991年） | 平山县（1961－1991年） | 平山县（1961－1991年） |
| 月份                       | 1月                    | 2月                    | 3月                    | 4月                    | 5月                    | 6月                    | 7月                    | 8月                    | 9月                    | 10月                   | 11月                   | 12月                   | 全年                   |
| -------------------------- | ---------------------- | ---------------------- | ---------------------- | ---------------------- | ---------------------- | ---------------------- | ---------------------- | ---------------------- | ---------------------- | ---------------------- | ---------------------- | ---------------------- | ---------------------- |
| 历史最高温 °C（°F）        | 15.9 (60.6)            | 23.5 (74.3)            | 27.2 (81.0)            | 33.9 (93.0)            | 39.6 (103.3)           | 41.8 (107.2)           | 40.4 (104.7)           | 38.1 (100.6)           | 38.3 (100.9)           | 33.0 (91.4)            | 24.7 (76.5)            | 22.4 (72.3)            | 41.8 (107.2)           |
| 平均高温 °C（°F）          | 2.8 (37.0)             | 5.3 (41.5)             | 12.5 (54.5)            | 20.8 (69.4)            | 27.1 (80.8)            | 32.0 (89.6)            | 31.1 (88.0)            | 29.7 (85.5)            | 26.1 (79.0)            | 19.8 (67.6)            | 11.5 (52.7)            | 4.6 (40.3)             | 18.6 (65.5)            |
| 日均气温 °C（°F）          | −3.1 (26.4)            | −0.7 (30.7)            | 6.4 (43.5)             | 14.5 (58.1)            | 20.6 (69.1)            | 25.4 (77.7)            | 26.3 (79.3)            | 25.1 (77.2)            | 20.2 (68.4)            | 13.8 (56.8)            | 5.7 (42.3)             | −1.1 (30.0)            | 12.8 (55.0)            |
| 平均低温 °C（°F）          | −8.0 (17.6)            | −5.4 (22.3)            | 1.0 (33.8)             | 8.3 (46.9)             | 14.2 (57.6)            | 19.2 (66.6)            | 21.9 (71.4)            | 20.9 (69.6)            | 15.3 (59.5)            | 8.9 (48.0)             | 1.2 (34.2)             | −5.3 (22.5)            | 7.7 (45.9)             |
| 历史最低温 °C（°F）        | −17.5 (0.5)            | −17.4 (0.7)            | −14.7 (5.5)            | −5.7 (21.7)            | 4.5 (40.1)             | 11.3 (52.3)            | 16.1 (61.0)            | 11.3 (52.3)            | 6.1 (43.0)             | −1.6 (29.1)            | −13.6 (7.5)            | −17.9 (−0.2)           | −17.9 (−0.2)           |
| 平均降雨量 mm（）          | 2.9 (0.11)             | 7.6 (0.30)             | 12.9 (0.51)            | 23.7 (0.93)            | 36.6 (1.44)            | 52.0 (2.05)            | 151.7 (5.97)           | 151.4 (5.96)           | 58.7 (2.31)            | 26.8 (1.06)            | 15.2 (0.60)            | 8.9 (0.35)             | 543.3 (21.39)          |
| 月均日照時數               | 208.9                  | 191.7                  | 235.5                  | 241.7                  | 285.9                  | 275.3                  | 232.1                  | 221.5                  | 226.6                  | 216.6                  | 190.6                  | 195.6                  | 2,721.8                |
| 来源：平山县志（1996年版） |                        |                        |                        |                        |                        |                        |                        |                        |                        |                        |                        |                        |                        |

### 资源
平山县自然资源丰富，初步探明矿藏51种，总储量约60亿立方米，主要有铁矿、石材（花岗石、大理石）、水泥原料（石灰岩、粘土质原料、石英砂岩、凝灰石）等，其中有河北唯一一处中型矽线石矿——罗圈矽线石，被誉为“中国石材之乡”。

## 行政区划
明洪武年间，平山县下辖15里社，清咸丰年间为21里社。民国17年（1928年），全县划为5区320村。1937年成立的平山县抗日民主政府将全县划为7个区。1950年春，平山县下辖7个区，建屏县下辖6个区，共辖319个村。1953年7月，平山县设76个乡、3个镇，建屏县设96个县。此后乡镇一级进行了多次合并调整，1958年将所属乡改为人民公社，9月平山、建屏合并时共辖15个人民公社。1983年机构改革，全县共辖9个区、1个镇、54个乡。1988年撤区并乡后，全县设10镇、14乡，共712个行政村。
截止2020年，平山县下辖12个镇、11个乡：
镇：平山镇、东回舍镇、温塘镇、南甸镇、岗南镇、中古月镇、下槐镇、孟家庄镇、小觉镇、蛟潭庄镇、西柏坡镇、下口镇；
乡：西大吾乡、上三汲乡、两河乡、东王坡乡、苏家庄乡、宅北乡、北冶乡、上观音堂乡、杨家桥乡、营里乡、合河口乡。

## 现任领导
| 机构     | · 中国共产党 · 平山县委员会 · 书记 | 平山县人民代表大会 常务委员会 主任 | 平山县人民政府 县长 | · 中国人民政治协商会议 · 平山县委员会 · 主席 |
| -------- | ---------------------------------- | ---------------------------------- | ------------------- | -------------------------------------------- |
| 姓名     | 张前锋                             | 武自军                             | 靳军                | 杨允石                                       |
| 民族     |                                    |                                    | 汉族                |                                              |
| 籍贯     |                                    |                                    | 河北省无极县        |                                              |
| 出生日期 |                                    |                                    | 1972年8月（52歲）   |                                              |
| 就任日期 | 2021年5月                          | 2021年3月                          | 2021年7月           | 2021年7月                                    |

## 经济
2020年，平山县地区生产总值248亿元，一般公共预算收入20.7亿元。城乡居民人均可支配收入分别为34181元、11229元。2018年全县第一产业、第二产业、第三产业比重为7.0：51.3：41.7，固定资产投资完成163.6亿元，社会消费品零售总额73.87亿元，外贸进出口完成额5.8亿美元，旅游收入129.7亿元，用电量达345547万千瓦时。。
平山县内设有西柏坡经济开发区，规划面积13.88平方公里，主导产业为钢铁、火力发电、装备制造业。
2017年，平山县综合测算贫困发生率为0.84%，于2018年被河北省人民政府批准退出贫困县序列。至2020年，现行标准下6.5万贫困人口全部脱贫，260个贫困村全部出列。2021年2月的全国脱贫攻坚总结表彰大会上，平山县委书记董晓航、平山县副县长（挂职）赵文骥被评为全国脱贫攻坚先进个人，石家庄市工商业联合会驻平山县下槐镇南文都村工作队被评为全国脱贫攻坚先进集体。

## 人口
平山县有关人口最早的记载为明洪武年间，当时有3625户、26690人。咸丰五年（1855年），平山县共有23213户、115978人。民国20年（1931年），平山县共有47900户、238800人。
1949年，平山县共有72165户、249840人。1953年第一次全国人口普查，平山县共有73247户、271400人。1964年第二次全国人口普查，平山县共有78808户、325570人。1982年第三次全国人口普查，平山县共有104400户、426871人。1990年第四次全国人口普查，平山县共有113175户、426871人。
2020年11月第七次全国人口普查结果显示，平山县常住人口为423333人，占石家庄市比重为3.77%。其中，性别构成上，男性占总人口比重51.07%，女性占总人口比重48.93%，性别比为104.36；年龄构成上，0-14岁占总人口比重21.14%，15-59岁占总人口比重56.50%，60岁及以上占总人口比重22.36%，65岁及以上占总人口比重15.32%；受教育情况上，每10万人口中拥有大学（专科及以上）受教育程度为9879人，高中为15979人，初中为43014人，小学为20492人，15岁及以上人口平均受教育年限由2010年的8.98年提高至9.69年。

## 社会
截止2018年末，教育方面，平山县共有高中5所、初中17所（其中民办5所）、小学68所、职业特殊教育学校1所，共有中小学在校生64258人，教职工5998人。医疗卫生方面，平山县共有各类卫生机构649个，其中县级机构6个（民营3个）、卫生院34个、村级卫生室488个，共有床位1381张。

## 交通
铁路方面，朔黄铁路自西向东穿过县域，设有猴刎站、小觉站、古月站、温塘站、西柏坡站、三汲站。此外，县内还有地方铁路大宋铁路，东至石家庄大郭村石家庄西站2场，西至宋家峪站，自宜安站分出线路经西柏坡电厂、平山南站至西柏坡站。
公路方面， 京昆高速自县域东南穿过， 西柏坡高速自南向北贯穿县域东部。此外还有 207国道、 338国道与4条省道、6条县道过境。全县公路通车里程2836公里。

## 文化旅游

### 方言
平山县境内的汉语方言多属于晋语张呼片。

### 县志
平山县历史上有多部县志。
- 嘉靖二十九年（1550年）《平山县志》，知县李从今编修，第一部县志，今佚
- 嘉靖三十四年（1555年）《平山县续录志》，知县仇天民纂修，今残存
- 万历二十九年（1618年）《平山县志》，知县苗峨然重订，今佚
- 康熙十一年（1672年）《平山县志》，知县汤聘重修，共五卷
- 咸丰三年（1853年）重修《平山县志》，共八卷
- 光绪二年（1876年）续修《平山县志》，共六卷
- 光绪二十四年（1898年）续修《平山县志》，共八卷
- 民国20年（1931年）《平山县志料集》，共十六卷
- 1996年《平山县志》

### 县城
古蒲吾县治所位于今平山县城东南8公里处的蒲吾原村址，已被黄壁庄水库淹没。
平山县城为金大定二年（1162年）县令贾彦所建，为土城，明弘治年间知县董玺增减砖楼，后在万历、康熙、咸丰年间先后补修，城墙周长四里一百二十步，高三丈一尺，宽两丈，有四门，现已毁。

### 文物与旅游景点
平山县旅游资源丰富，“十三五”时期共接待游客6833万人次。
- 石家庄市西柏坡景区：国家5A级旅游景区（2011年9月新增[32]）
  - 西柏坡中共中央旧址：全国重点文物保护单位（第二批第8项，编号2-0008-5-008，1948年，革命遗址及革命纪念建筑物类[33]）、河北省文物保护单位（第一批第8项，建筑及附属物类[註 15][34]）（第二批第16项，革命遗址及革命纪念建筑物类[35]）
  - 西柏坡纪念馆：国家一级博物馆（第一批[36]）
- 中山古城遗址：全国重点文物保护单位（第三批第206项，编号3-0206-1-026，战国，古遗址类[37]）
  - 中山灵寿故城：河北省文物保护单位（第二批第208项，战国，古遗址类[35]）
- 万寿寺塔林：全国重点文物保护单位（第六批第317项，编号6-0317-3-020，五代至清，古建筑类[38]）
- 瑜伽山摩崖造像：全国重点文物保护单位（第七批第1505项，编号7-1505-4-008，宋、明，石窟寺及石刻类[39]）、河北省文物保护单位（第三批第2-6项，宋，石窟寺、摩崖造像类）
- 平山西门外遗址：河北省文物保护单位（第一批第119项，商，古代遗址和古墓类[34]）（第二批第195项，商，古遗址类[35]）
- 唐太子墓：河北省文物保护单位（第一批第191项，古代遗址和古墓类[34]）（第二批第291项，唐，古墓葬类[35]）
- 林山石佛堂：河北省文物保护单位（第二批第26项，宋、明，石窟寺类[35]）
- 平山文庙：河北省文物保护单位（第三批第3-25项，元、明，古建筑类）
- 沕沕水电厂旧址：河北省文物保护单位（第五批，编号V-5-14，1947—1948年，近现代重要史迹和代表性建筑类[40]）
- 罗汉坪军工烈士纪念塔：河北省文物保护单位（第五批，编号V-5-15，1949年，近现代重要史迹和代表性建筑类[40]）
- 王母阁遗址与王母墓地：河北省文物保护单位（第六批，编号VI-1-15，汉、唐，古遗址类[41]）
- 平山县侵华日军堡垒群：河北省文物保护单位（第六批，编号VI-5-12，1943年，近现代重要史迹和代表性建筑类[41]）
- 石家庄天桂山景区：国家4A级旅游景区
  - 西柏坡-天桂山风景名胜区：国家级风景名胜区（第四批）[42]
- 平山驼梁山风景区：国家4A级旅游景区
- 平山东方巨龟苑：国家4A级旅游景区